# Божество погоды

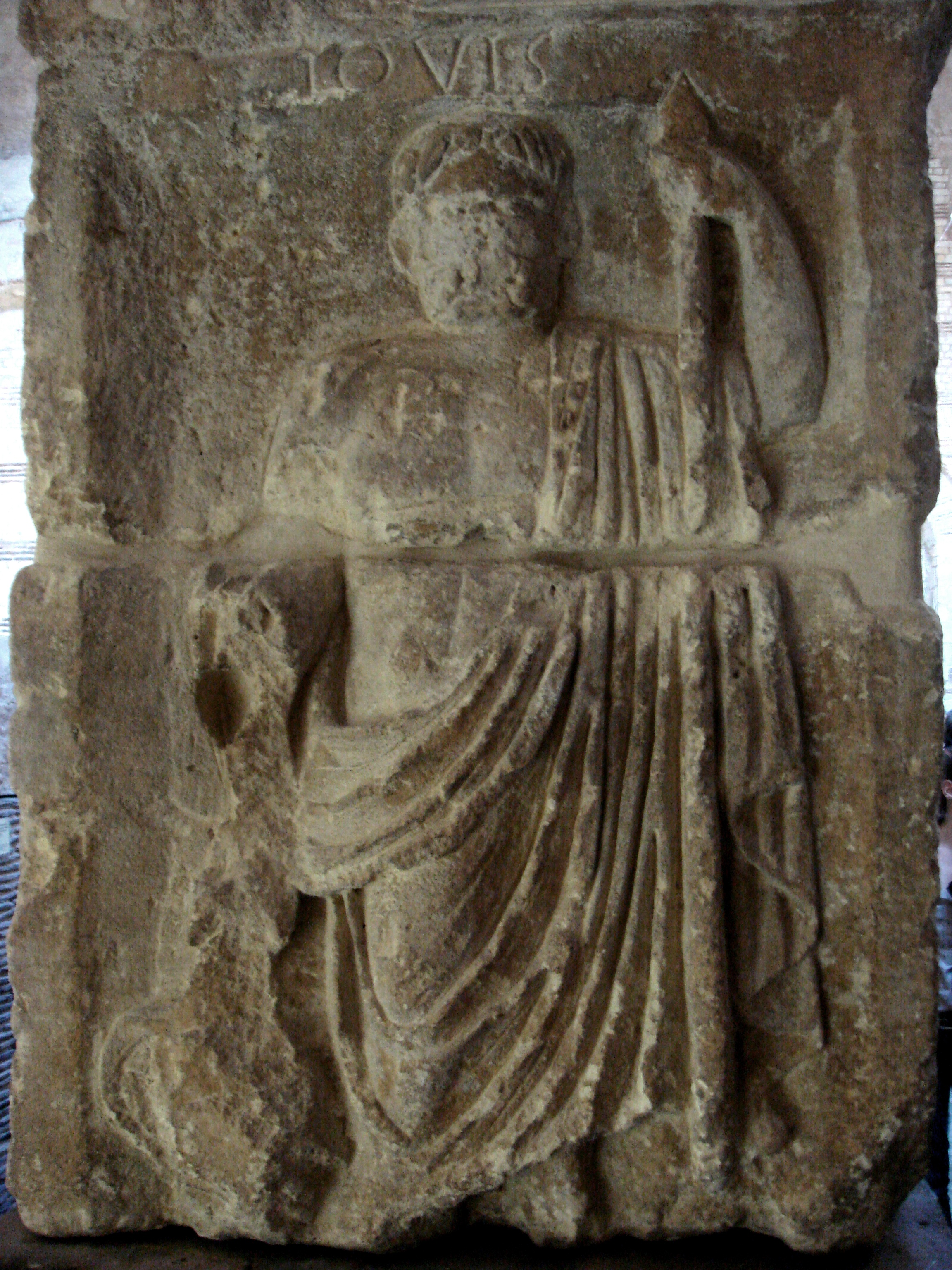
Юпитер, царь богов и бог погоды в древнем Риме.

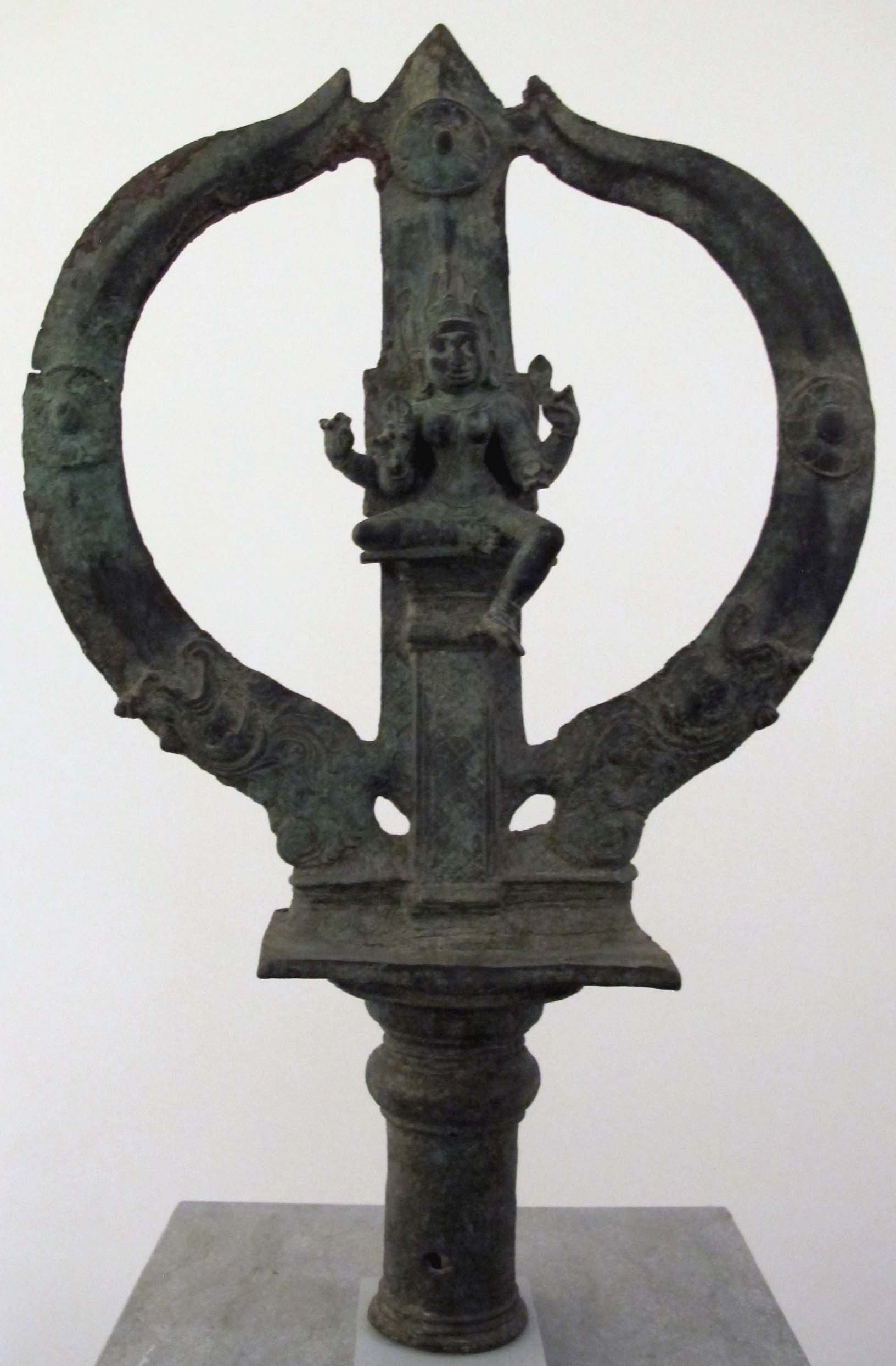
Мариамман, индуистская богиня дождя.

Божество погоды, также часто известное как божество бури, ― персонаж мифологии, связанный с погодными явлениями, такими как гром, снег, молния, дождь, ветер, штормы, смерч и ураганы. Если они отвечают только за один из аспектов бури, они будут упоминаться в основном в связи с ним, например, как, «бог дождя» или «бог молнии/грома», причём в последнем случае гром и молния обычно сближаются. Божества погоды широко распространены в политеистических религиях.
Божества бури чаще всего воспринимаются как владеющие громом и/или молнией. Имена некоторых громовержцев означают «гром». Поскольку без молнии не может быть грома, боги обычно владели обоими атрибутами. Древние люди, вероятно, связывали гром и молнию непосредственно. Божества бури чаще всего мужского пола, реже ― женского. Божества бури часто связываются также с дождём, ветром и погодой.

## Список богов погоды

### Африка и Ближний Восток

#### Африка к югу от Сахары
- Умвелинканги ― бог грома в зулусской мифологии.
- Мбаба Мвана Вареса ― богиня дождя в зулусской мифологии.
- Ойя ― ориша ветров, бурь и циклонов в мифологии Иоруба.
- Бунзи ― богиня дождя в мифологии Конго.

#### Афроазиатский Ближний Восток

##### Хананейские
- Баал ― ханаанский бог плодородия, погоды и войны.
- Хадад ― ханаанский и карфагенский бог бури, плодородия и войны. Определено как настоящее имя Баала в Угарите.

##### Египетские
- Гор ― египетский бог дождя, погоды, неба и войны. Ассоциируется с солнцем, государством и возмездием. Его олицетворением считался фараон.
- Сет ― египетский бог хаоса, зла и бури, повелитель пустыни.

##### Месопотамские
- Адад ― месопотамский бог погоды.
- Манзат ― богиня радуги.
- Шала ―  жена Адада и богиня дождя.
- Вер ― бог погоды, которому поклонялись в северной Месопотамии и Сирии.

##### Еврейские
- Яхве ― еврейский божественный воин и главный бог пантеона яхвистов. Позже синкретизировался с Элем.

### Западная Евразия

#### Балто-славянские
- Аудра ― литовский бог бурь.
- Бангпутис ― литовский бог штормов и моря.
- Перкунас ― балтийский бог грома, дождя, гор и дубов. Слуга бога-создателя Диеваса.
- Перун ― славянский бог грома и молнии и предводитель богов.

#### Кельтские
- Таранис ― кельтский бог грома, часто изображаемый с колесом, а также молнией[4].

#### Германо-скандинавские
- Фрейр ― скандинавский бог земледелия, медицины, плодородия, солнечного света, лета, изобилия и дождя.
- Тор ― скандинавский бог грома и молнии, дубов, защиты, силы и освящения. У англосаксов известен как Тунор, в среде континентальных германцев ― как Донар. Все они происходят от прагерманского *Thunraz, отражение праиндоевропейского бога грома для этой языковой ветви индоевропейцев[3].

#### Греко-римские
- Эол ― хранитель ветров согласно Одиссее.
- Анемы ― собирательное название богов ветров в греческой мифологии.
- Юпитер ― римский бог погоды и неба и царь богов
- Темпестас ― римская богиня бурь или внезапной погоды. Обычно упоминается во множественном числе как Tempestates .
- Зевс ― греческий бог погоды и неба и царь богов

#### Западная Азия

##### Анатолийско-кавказские
- Тамар — грузинская богиня-девственница, управляющая погодой.
- Тархунт — хеттский бог бури; в других анатолийских языках были похожие имена для богов бури, например, в лувийском ниже.
- Тарунз — лувийский бог грозы.
- Тешуб — хурритский бог бури.
- Феиспас или Тейшеба — урартский бог бури и войны.
- Бог погоды Нерика — хеттский бог погоды, которому поклонялись в деревне Нерик.
- Бог погоды Зиппаланды — хеттский бог погоды, которому поклонялись в деревне Зиппаланда.

##### Индуистско-ведические
- Индра — индуистский бог погоды, бури, неба, молнии и грома. Царь богов.
- Вайю/Вата — индуистский и ведический бог ветра.
- Мариамман — индуистская богиня дождя.
- Рудра — бог ветра, бурь и охоты; разрушительный аспект Шивы.

##### Персидско-зороастрийские
- Ваю-Вата — два иранских бога, родственных индийским Ваю и Вате. Первый — бог ветра.

#### Уральские
- Кюдрирчо Юмо — марийский бог бури.
- Укко — финский бог грома и урожая, царь богов.

### Азиатско-Тихоокеанский регион и Океания

#### Китайские
- Дянь Му, Лейгун и Вэнь Чжун — божества грома.
- Фэн Бо, Фэн По По и Хань Цзысянь — божества ветра.
- Юнчжунцзы — повелитель облаков.
- Ю Ши — бог дождя.
- Иногда вместо Ю Ши упоминается Лун-ван.

#### Филиппинские
- Оден — божество дождя у Бугкалот, перед которым за живительные воды преклоняются другие божества[5].
- Апо Тудо — божество дождя у Илокано[6].
- Анитун Тауо — богиня ветра и дождя у Самбал, которую малаяри понизили в ранге за её тщеславие[7].
- Анитун Табу — тагальская богиня ветра и дождя и дочь Идианале и Думангана[7].
- Булан-хари — одно из тагальских божеств, посланное Баталой на помощь жителям Пинака; может приказать, чтобы пошёл дождь; замужем за Биту-ин[8].
- Сантонильо — божество Бисая, которое приносит дождь, когда его изображение погружено в море[9].
- Дивата Кат Сидпан — божество тагбанва, живущее в западном регионе под названием Сидпан;[10] контролирует дожди[11].
- Дивата Кат Либатан — божество тагбанва, живущее в восточном регионе под названием Бабатан;[10] контролирует дождь[11].
- Дивата на Магбабая, которого также называют просто  Магбабая, — доброе верховное божество Букиднона и верховный планировщик, похожий на человека; создал Землю и первые восемь элементов, а именно бронзу, золото, монеты, камень, облака, дождь, железо и воду; используя элементы, он также создал море, небо, луну и звезды; также известный как чистый бог, который желает всего сущего; одно из трех божеств, обитающих в царстве Бантинг[12].

##### Манобийские
- Анит — также называется Анитан; хранитель молнии в мифологии манобо[7].
- Инайяу — бог бурь[7].
- Тагбануа — бог дождя[7].
- Умуири — бог облаков[7].
- Либтакан — бог восхода, заката и хорошей погоды[7].

#### Японские
- Фуджин — японский бог ветра.
- Райдзин — японский бог грома, молнии и бури
- Сусаноо — японский бог штормов и моря.

#### Вьетнамские
- Thần Gió — вьетнамский бог ветра.

#### Океанийские
- Байаме — бог неба и божество-создатель в юго-восточной Австралии.
- Джулунггул — богиня, радужный змей Арнемленда, которая наблюдала за посвящением мальчиков в мужчин.
- Тафириматеа — бог бури у маори.

### Америка

#### Центральная Америка и Карибский бассейн
- Чаак — бог дождя у майя.
- Коатриски — богиня дождя таино, служанка Гуабансекса и подруга бога грома Гуатаува.
- Косихо — сапотекский бог молнии.
- Эекатль — ацтекский бог ветра.
- Гуабансекс — высшая богиня бури у таино; богиня ветров, которая также предсказывает землетрясения и другие стихийные бедствия.
- Гуатаува — бог грома и молнии таино, который также отвечает за сплочение других богов бури.
- Уракан — бог погоды, ветра, бури и огня киче майя. Возможно, от его имени происходит русское слово «ураган».
- Джуракан — божество хаоса и беспорядка, которое управляет погодой и ураганами в мифологии Таино.
- Кавиил — бог молнии майя .
- Кукумац — бог ветра и дождя у киче майя, также известный как Кукулькан, ацтекский эквивалент — Кетцалькоатль.
- Тескатлипока — ацтекский бог ураганов и ночных ветров.
- Тлалок — ацтекский бог дождя и землетрясений.
- Тохил — бог дождя, солнца и огня у киче майя.
- Тупа — бог грома и света у гуарани. Создатель вселенной.
- Йопаат — бог бури у майя классического периода.